# Franz Ferschl
Franz Ferschl (* 20. Juni 1929 in Freistadt; † 31. Dezember 2006 in München) war ein österreichischer Statistiker und Hochschullehrer.

## Wirken

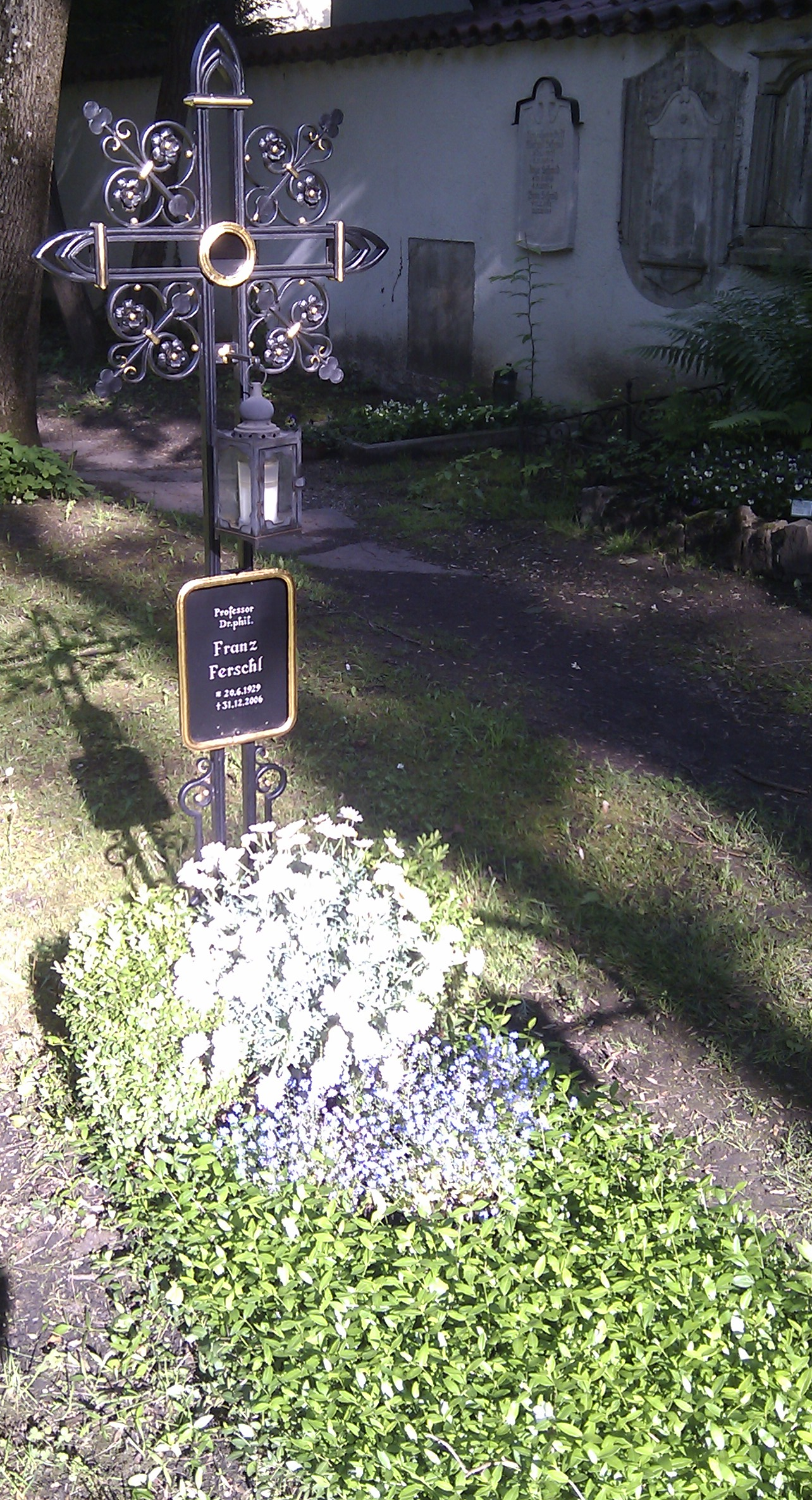
Grabstätte auf dem Winthirfriedhof, München

Ferschl wurde in Oberösterreich geboren. Nach der Matura absolvierte er von 1948 bis 1953 an der Universität Wien ein Lehramtstudium für Mathematik und Physik an Mittelschulen. Nach einem Probejahr an der Realschule Linz kehrte er 1954 zurück an die Wiener Universität für ein Vollstudium der Mathematik, das er 1956 mit dem Grad Dr. phil. abschloss. Von 1955 bis 1965 war er als Referent für Statistik der Bundeskammer der gewerblichen Wirtschaft tätig.
1964 habilitierte er in Wien im Bereich Stochastik zum Thema “Zufallsabhängige Wirtschaftsprozesse”. 1965 folgte der Ruf auf den Lehrstuhl für Statistik an der Rechts- und Staatswissenschaftlichen Fakultät der Rheinischen Friedrich-Wilhelms-Universität Bonn, wo er bis 1972 lehrte. Während seiner Lehrtätigkeit in Bonn lernte er auch seine Frau Inge, geborene Luenen (* 1942), kennen. Ebenfalls war er während dieser Zeit von 1966 bis 1970 stellvertretender Vorsitzender der Deutschen Gesellschaft für Unternehmensforschung (DGU). 1972 kehrte er zurück nach Wien auf den dortigen Lehrstuhl für Statistik am Institut für Statistik der Universität. 1975 erhielt er zudem auch den Lehrstuhl für das Fach als Ordentlicher Professor für Statistik an der Ludwig-Maximilians-Universität München (LMU). 1995 erfolgte die Emeritierung an beiden Universitäten. 1997 wurde ihm die Ehrenmitgliedschaft der Österreichischen Statistischen Gesellschaft (ÖSG) zuteil.
Sein Leichnam wurde auf dem Winthirfriedhof in München-Neuhausen beigesetzt.